# Ferenc Erkel
Ferenc Erkel (7. listopadu 1810, Gyula – 15. června 1893, Budapešť) byl maďarský hudební skladatel, zakladatel maďarské národní opery a autor hudby maďarské státní hymny. Je po něm pojmenována druhá scéna maďarské státní opery - Erkel Színház.

## Biografie
Erkel pocházel ze švábské rodiny. Jeho otec Joseph Erkel byl učitelem v Gyule. Erkel studoval hudbu v Nagyváradu (dnes Oradea v Rumunsku) a v Bratislavě. Od roku 1838 působil v Budapešti jako dirigent a založil zde roku 1853 filharmonickou společnost.
Erkel je autorem devíti oper ovlivněných italským skladatelem Rossinim a s prvky maďarské lidové hudby, z nichž jsou dodnes hrané především Hunyadi László a Bánk bán. Nejznámější je však jako autor hudby maďarské státní hymny (Himnusz).
Erkel byl také výborným šachistou.

## Dílo

### Opery
- Bátori Mária (1840)
- Hunyadi László (složena 1841–1843, uvedena 1844)
- Erzsébet (složena 1857 spolu s Franzem Dopplerem a Karlem Dopplerem, uvedení 1857)
- Bánk bán (složena 1851–1860, uvedení 1861)
- Sarolta (složena 1861–1862, uvedení 1862)
- Dózsa György (složena 1864–1866, uvedení 1867)
- Brankovics György (složena 1868–1872, uvedení 1874)
- Névtelen Hősök (Die namenlosen Helden; složena 1875–1879, uvedení 1880)
- István király (König Stephan; složena 1874–1884, uvedení 1885)

### Díla pro žesťový orchestr
- Bem-Petőfi-Marsch
- Festmusik
- Hunyadi-induló
- Himnusz
- Palotás